# Львівська брама (станція метро)
50°27′15.65″ пн. ш. 30°30′10.85″ сх. д. / 50.4543472° пн. ш. 30.5030139° сх. д.
«Льві́вська бра́ма» — недобудована станція Київського метрополітену. Розташована на Сирецько-Печерській лінії між станціями Золоті ворота і Лук'янівська. Будівництво розпочалося у середині 1991 року, але через відсутність комплексного рішення щодо реконструкції Львівської площі, на яку заплановано вихід зі станції, та брак коштів роботи заморожені у 1996 році.

## Історія
Проїжджаючи повз станцію у вагоні метро на ділянці між станціями «Лук'янівська» та «Золоті ворота», можна побачити освітлені платформи та частково облицьовані колійні стіни станції, яку міська влада все ніяк не може добудувати та ввести в експлуатацію. Центральний зал станції практично побудований, але похилий ескалаторний тунель так і не споруджений. Станція розташована поблизу Львівської площі, яка є надзвичайно завантаженим місцем (вузькі вулиці Старого Києва не задовольняють потік транспорту), і відкриття метро могло б полегшити та пришвидшити транспортне сполучення.
Влада міста та керівництво метрополітену періодично декларує намагання добудувати станцію, однак далі слів справа не йде. Один з варіантів проєкт побудови виходу зі станції було розроблено ПАТ «Харківметропроект».   Черговою датою відкриття станції нині називають 2025 рік.
Наразі єдине практичне застосування станції помітне, якщо їхати з «Лук'янівської» в бік «Золотих воріт». Поблизу станції розміщені 3D-щити з рекламним відеороликом, який передає зображення у вагон за цікавою технологією, де стрічкою слугує сам вагон, рухаючись на значній швидкості відносно стаціонарних картинок.
У лютому 2022 року комунальне підприємство «Київський метрополітен» оголосило тендер на розробку проєкта добудови станції «Львівська брама». Очікувана вартість закупівлі становить 73 439 266,67 гривень. Тендер було скасовано в червні 2022 року через введення воєнного стану.. Планувалось добудувати станцію метро «Львівська брама» до 2025 року.

## Зображення

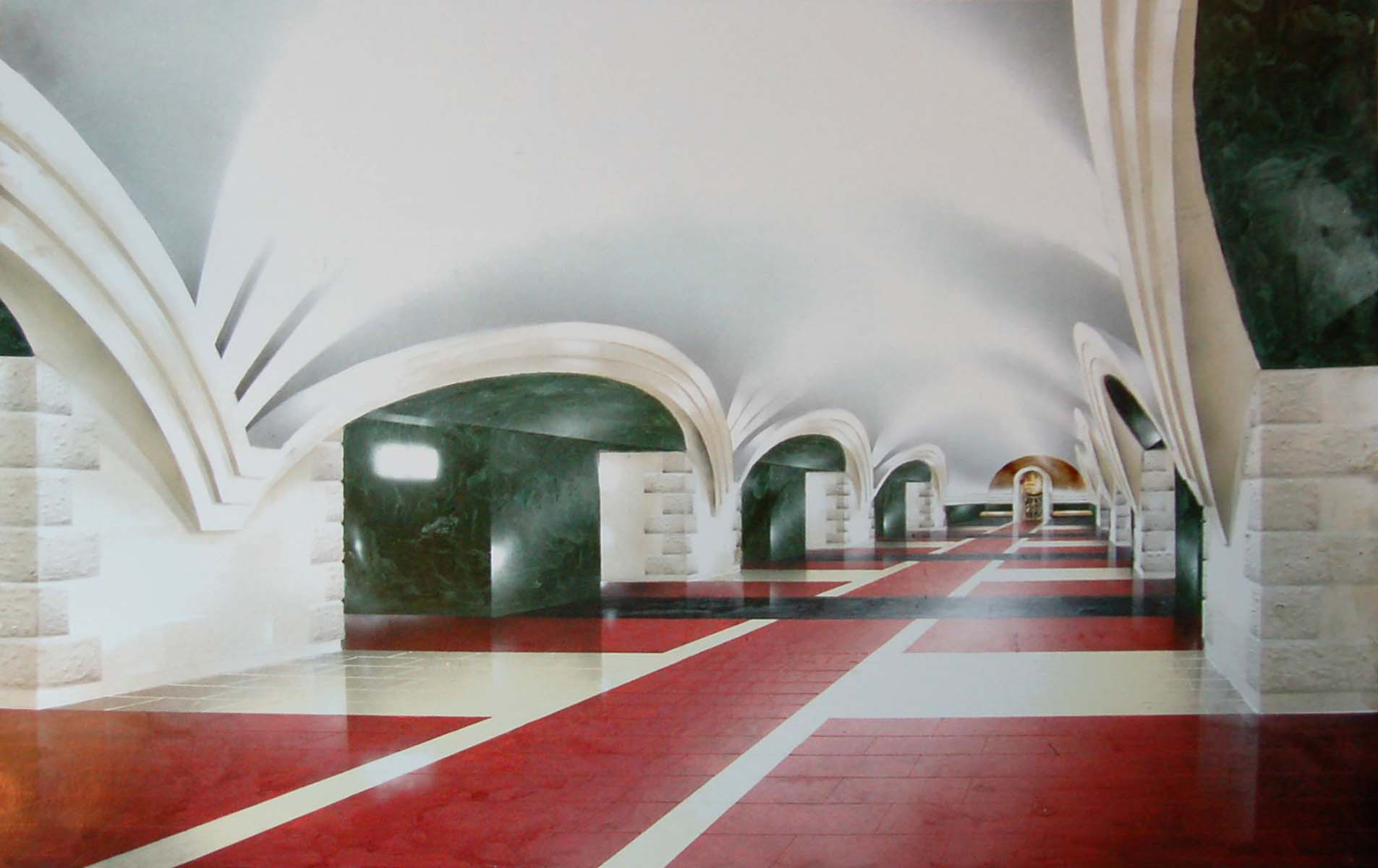
Перспектива центрального залу станції метро «Львівська брама», проєкт. Архітектори Тамара Целіковська, Валерій Гнєвишев, Микола Альошкін. 1990-ті роки
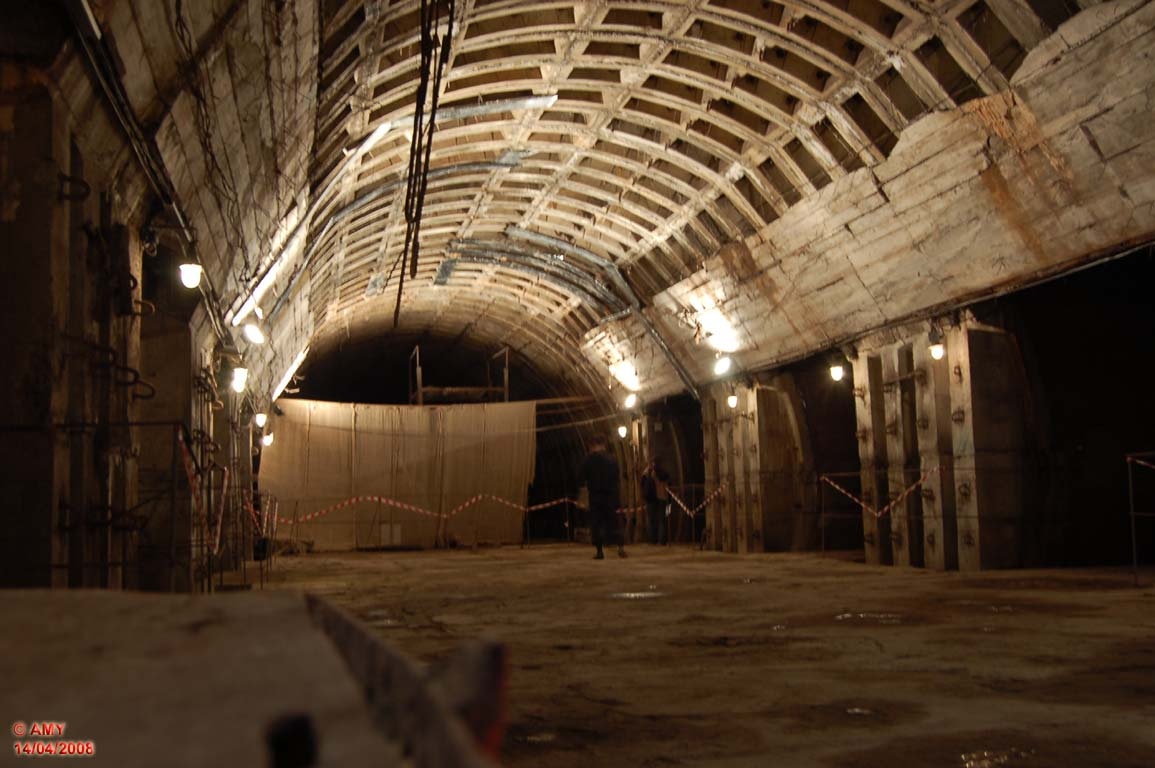
Центральний зал
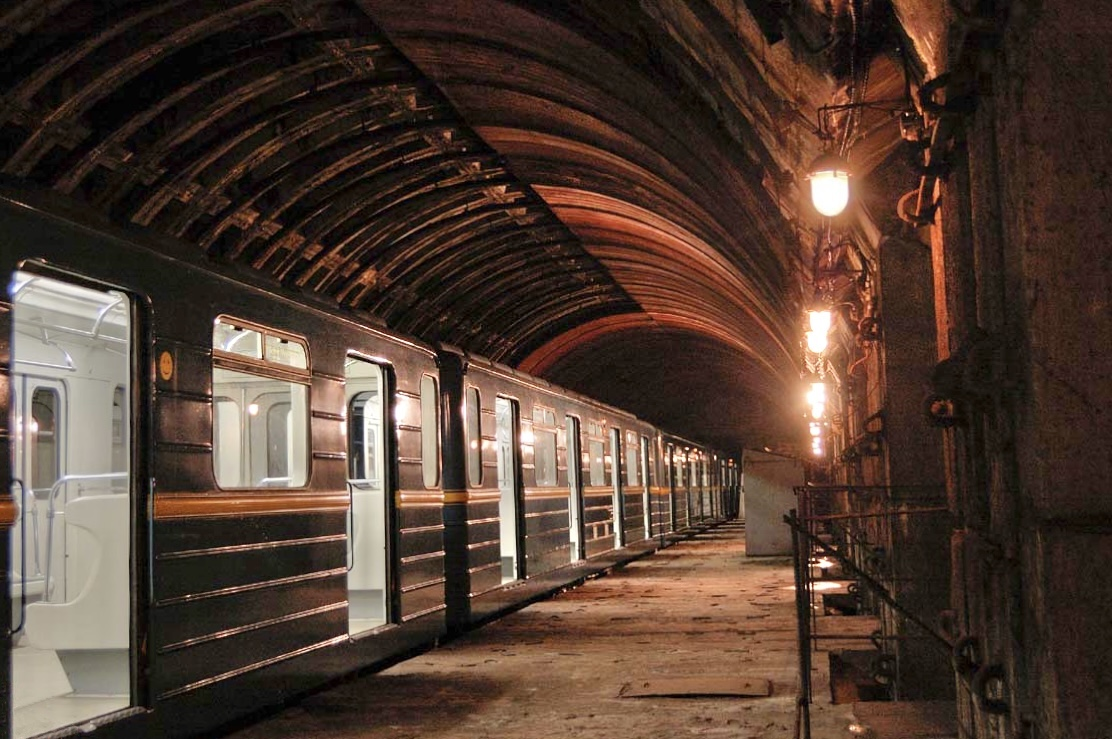
Потяг метро на станції
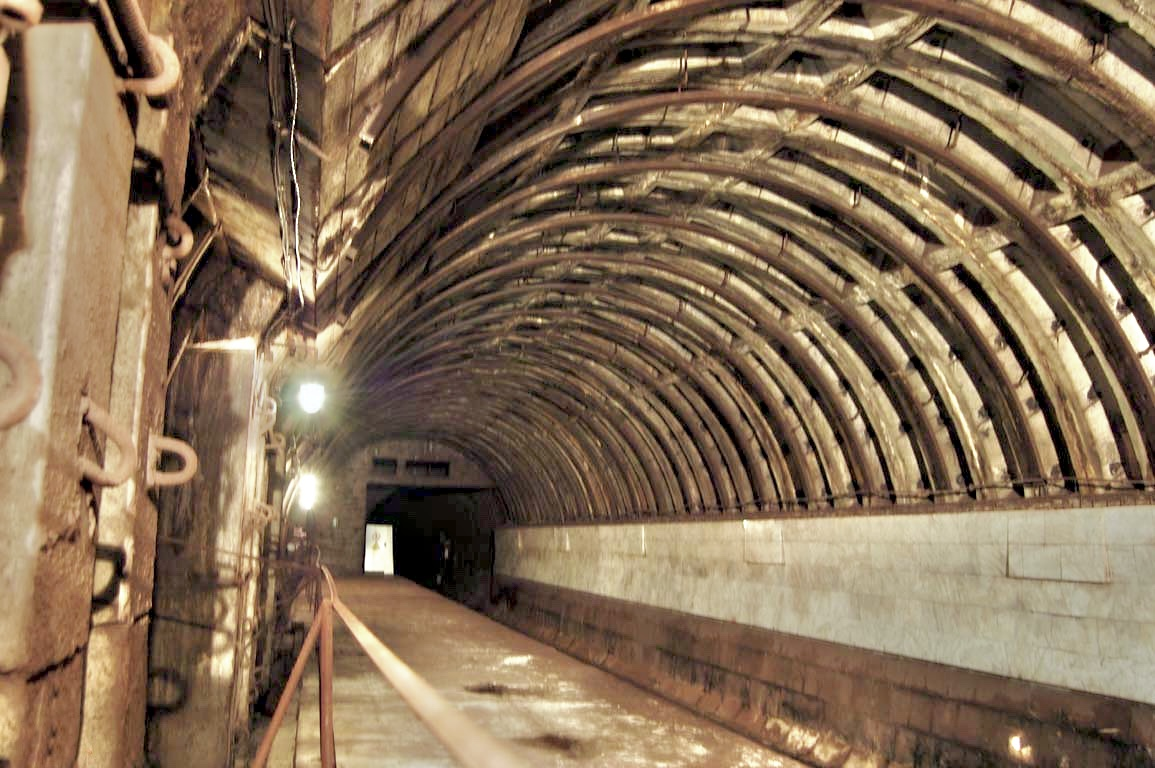
Оздоблена мармуром колійна стіна
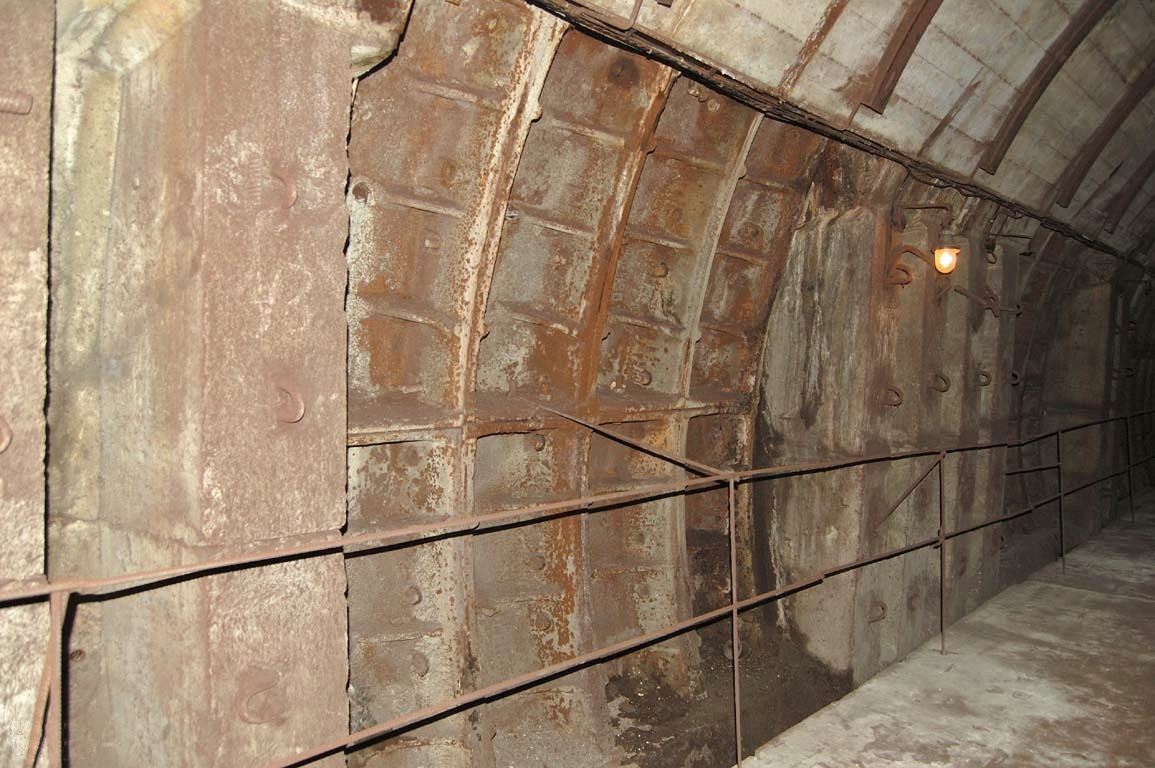
Чавунний тюбінг конструкції станції
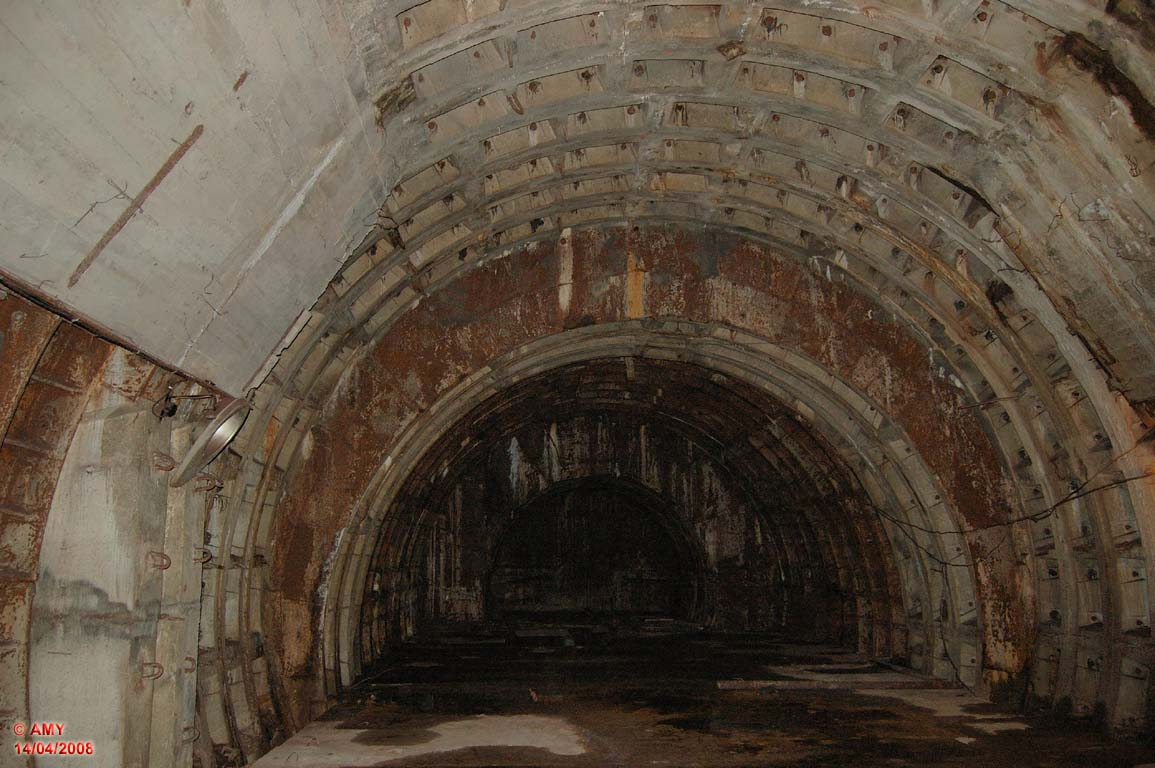
Торець центрального залу станції зі сторони, де планується побудова ескалаторного схилу виходу зі станції
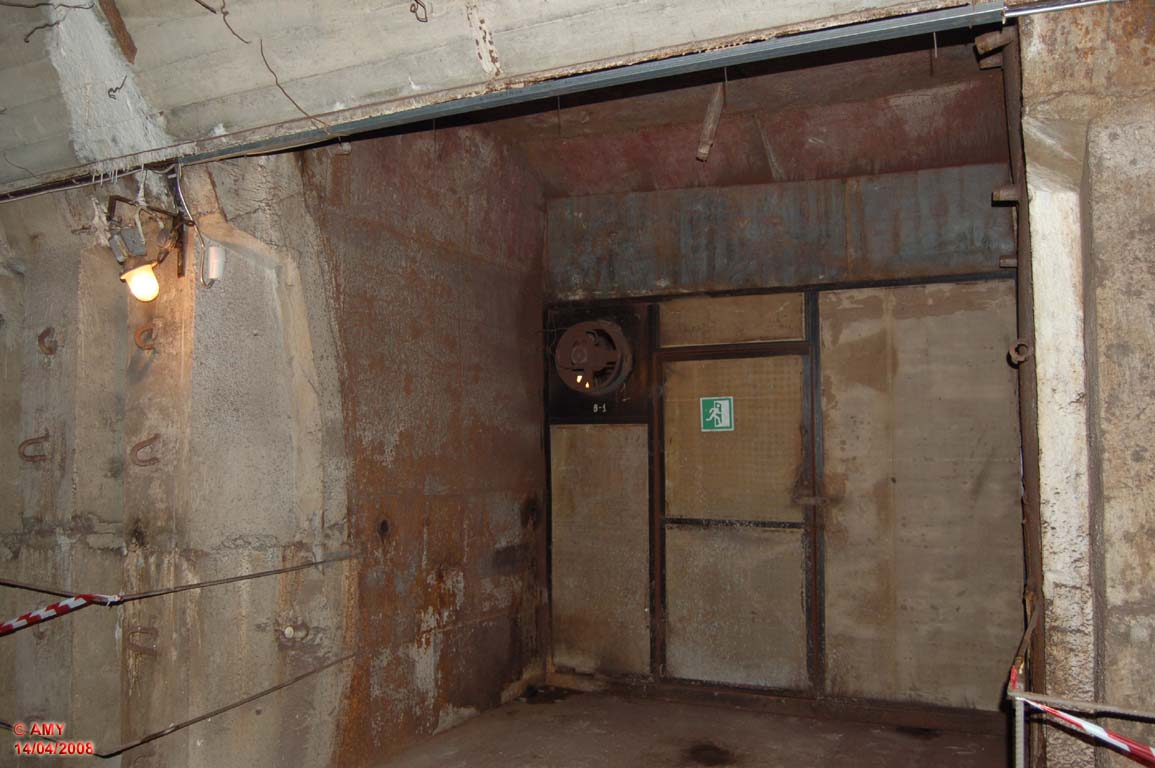
Проходи між пілонами, що сполучають платформу з центральним залом, закриті металоконструкціями
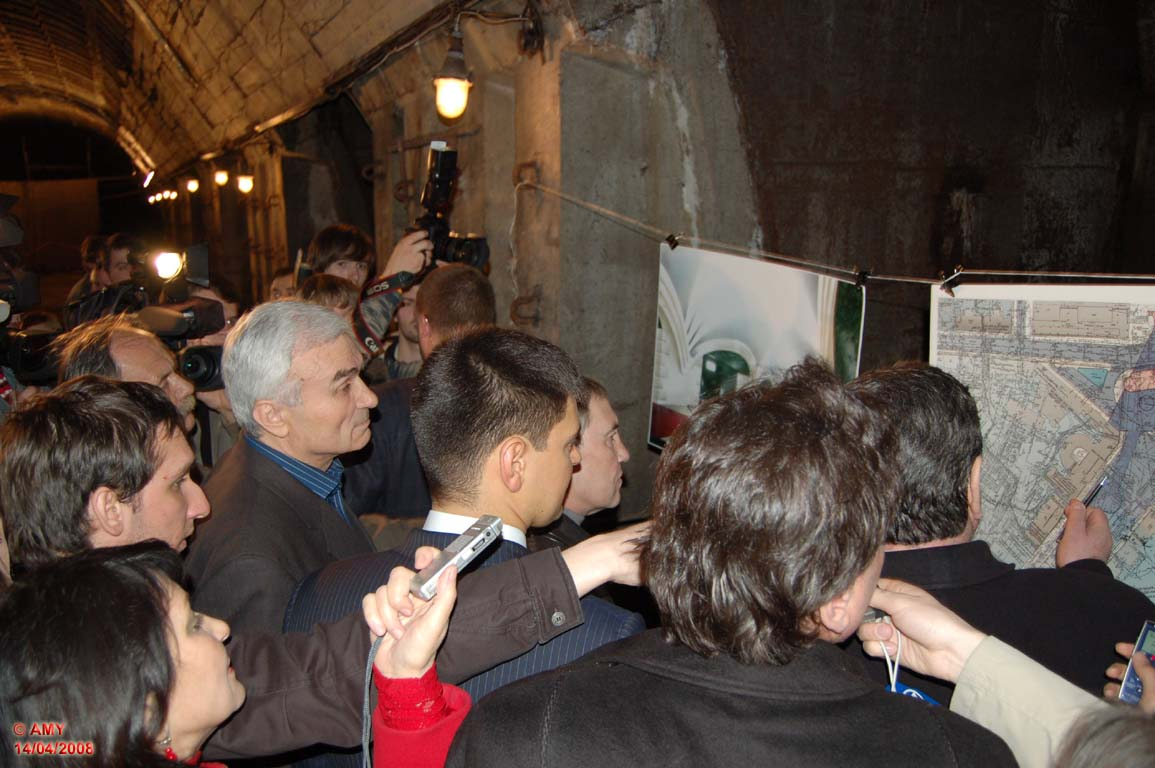
Київський міський голова Леонід Черновецький під час презентації проєкту добудови станції, 2008 рік
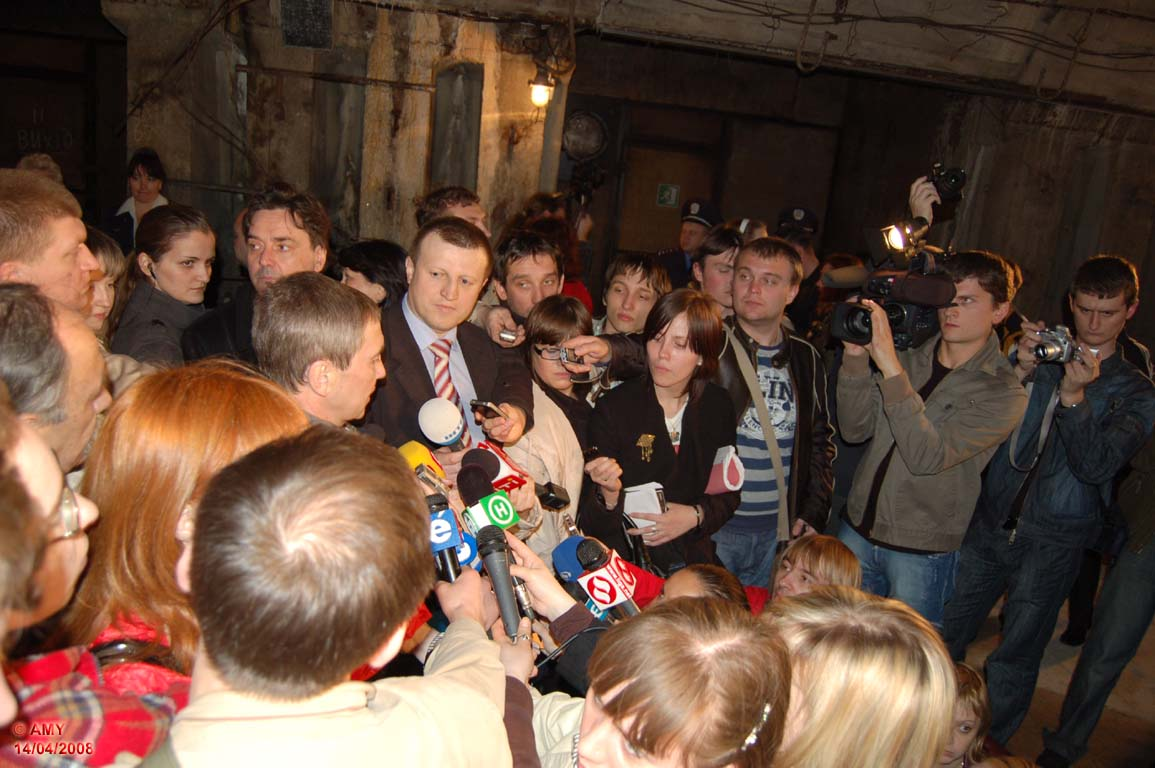
Київський міський голова Леонід Черновецький під час презентації проєкту добудови станції, 2008 рік

## У літературі
У напівфантастичній притчі Олександра Ірванця «Львівська брама» (увійшла до збірки «Очамимря», 2003) станція слугує порталом для переміщення в просторі (герой, вийшовши з вагону метрополітену на цій станції, піднімається нагору й опиняється не в Києві, а у Львові).